# Helene Bukowski
Pour les articles homonymes, voir Bukowski (homonymie).
Hélène Bukowski (née en 1993 à Berlin) est une écrivaine allemande.

## Biographie
Hélène Bukowski est née à Berlin en 1993. À l'âge de 14 ans, elle remporte un concours d'écriture organisé par le musée allemand Guggenheim. Elle a fréquenté le lycée John Lennon, où elle a obtenu son diplôme d'études secondaires en 2012. Après avoir obtenu son diplôme d'études secondaires, Bukowski a travaillé comme fille au pair à Londres. Elle a ensuite étudié la création littéraire et le journalisme culturel à l’Université de Hildesheim.
Hélène Bukowski vit à Berlin.

## Œuvres
Bukowski a publié des textes dans diverses anthologies et magazines (dont un. dans BELLA Triste, dont elle a été co-éditrice). 
En 2019, Bukowski a publié son premier roman Les Dents de lait (Milchzahn) chez Blumenbar Verlag. Milchzahn a été nommé pour plusieurs prix littéraires (Prix Mara Cassens, Prix de littérature Rauris, Prix de promotion littéraire Kranichstein) et a été traduit en français (Les dents de lait) et en anglais (Milk Teeth). Une adaptation cinématographique du même nom a été réalisée en 2024, réalisée par Sophia Bösch. La version française, Les dents de lait, remporte le Prix Caméléon, prix étudiant du roman étranger traduit en français, en mars 2024 à l'université Jean Moulin Lyon III.
Le deuxième roman de Hélène Bukowski, The Warrior,  paru en 2022, a également été publié par Blumenbar Verlag.
Dans le cadre de son travail d'écrivaine, Hélène Bukowski a également été co-autrice du film Ten Weeks of Summer. En 2015, Dix semaines d'été a remporté le prix culturel spécial Grimme du Land de Rhénanie du Nord-Westphalie. 

## Publications
- Les Dents de lait [« Milchzähne »] (trad. de l'allemand par Elisa Crabeil et Sarah Raquillet), Gallmeister, coll. « Fiction », 2021, 272 p. (ISBN 978-2-35178-247-7, présentation en ligne)
- La Guerrière [« Die Kriegerin »] (trad. de l'allemand par Elisabeth L. Guillerm), Gallmeister, coll. « Fiction », 2024, 304 p. (ISBN 978-2-35178-318-4)